# Centre de recherche et de documentation sur l'Océanie
Le Centre de recherche et de documentation sur l'Océanie (CREDO) est un centre de recherche et de documentation pluridisciplinaire français qui comporte des anthropologues, des historiens et des archéologues spécialisés dans l'étude et la documentation des sociétés contemporaines et du passé du Pacifique. Ses membres comprennent des chercheurs et enseignants de trois institutions : le CNRS, l'École des hautes études en sciences sociales et l'université de Provence.

## Présentation
Le CREDO est un établissement public non-territorial ; il regroupe des chercheurs de plusieurs institutions : une université, une haute école et un centre de recherche national. Les domaines d’études sont variés, des sciences sociales à la linguistique. Par contre ses sujets d’études sont inclus dans le territoire de l’Océanie.

## Historique
Son fondateur principal fut Maurice Godelier. 
Les directeurs antérieurs du CREDO furent Serge Tcherkézoff et Laurent Dousset. La directrice est Pascale Bonnemère.

## Axes de recherche
Les membres du CREDO effectuent des recherches en anthropologie sociale et culturelle, histoire et archéologie en Océanie, c'est-à-dire en Australie, en Mélanésie, en Micronésie et en Polynésie. Il s'agit donc d'un laboratoire dit d'« aire culturelle ». Ces thèmes de recherche sont ainsi par définition variés.
Les principaux axes de recherches du CREDO sont les suivants :
- Thème 1 : Configurations et dynamiques identitaires. Processus historiques et contemporains de construction nationale, régionalisation et mondialisation ;
- Thème 2 : De la connaissance du passé : enjeux et débats. Pour une historiographie critique du Pacifique ;
- Thème 3 : La personne : Genre et parenté ; sexuation, socialisation et individuation ;
- Thème 4 : Logiques rituelles : approches symboliques, relationnelles et cognitives ;
- Thème 5 : Anthropologie des savoirs : culture matérielle, manifestations esthétiques, biodiversité ;
- Thème 6 : Anthropologie visuelle, hypermédia et systèmes d'information.